# 루이스 페르난도 카마초

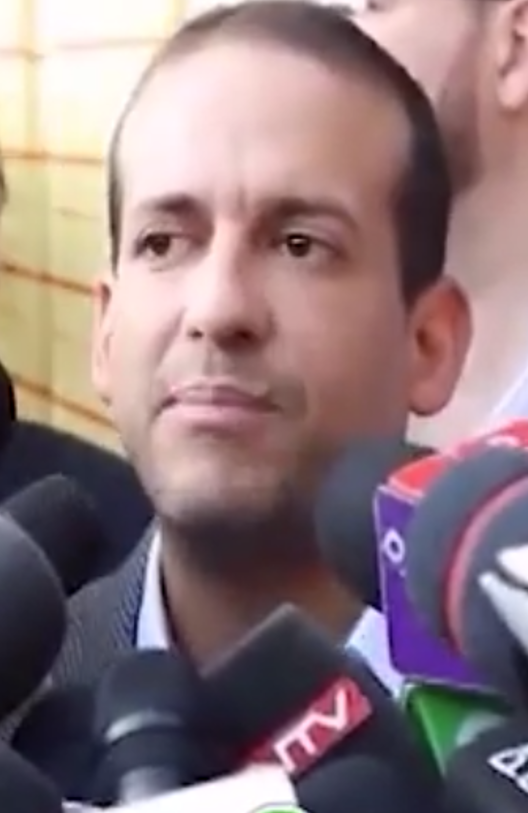

루이스 페르난도 카마초 바카(스페인어: Luis Fernando Camacho Vaca, 1979년 2월 15일 ~ )는 볼리비아의 법조인, 기업인, 활동가이다. 혁명국민운동 소속으로, 2019년 이래 산타크루즈 시민위원회 의장이다. 2019년 대선 이후 에보 모랄레스 대통령의 강력한 반대파로 급부상했으며, 이후 모랄레스는 11월 5일 사임했다. 2022년 12월, 볼리비아의 한 판사는 야당이 전국적인 파업을 요구하자 야당 인사인 루이스 페르난도 카마초에게 테러 혐의로 4개월의 미결 구금을 선고했다.

## 역대 선거 결과
| 선거명      | 직책명            | 대수 | 정당            | 득표율 | 득표수    | 결과 | 당락                   |
| ----------- | ----------------- | ---- | --------------- | ------ | --------- | ---- | ---------------------- |
| 2020년 선거 | 볼리비아 대통령   | 82대 | 무소속          | 14.00% | 862,184표 | 3위  | 낙선                   |
| 2021년 선거 | 산타크루즈 주지사 | 2대  | 우리는 신뢰한다 | 55.64% | 860,023표 | 1위  | 산타크루즈 주지사 당선 |